# جميلة شيخي
جميلة شيخي (بالفارسية: جمیله شیخی) هي فنانة وممثلة إيرانية، ولدت في 19 مايو 1930 في إيران، وتوفيت في 23 مايو 2001 بطهران في إيران.

## اعماله

### افلام
- ليلى (1997)

## وصلات خارجية
- جميلة شيخي على موقع IMDb (الإنجليزية)
- جميلة شيخي على موقع أول موفي (الإنجليزية)
- جميلة شيخي على موقع قاعدة بيانات الفيلم (الإنجليزية)
- جميلة شيخي على موقع كينوبويسك (الروسية)